# Góra Burdelowa
Góra Burdelowa (761 m) – szczyt w Paśmie Policy, które w regionalizacji fizycznogeograficznej Polski według Jerzego Kondrackiego zaliczane jest do Beskidu Żywieckiego, w nowszej regionalizacji z 2018 roku do Beskidu Żywiecko-Orawskiego. Jest to północne ramię Cupla. Znajduje się w miejscowości Juszczyn, w województwie małopolskim, w powiecie suskim, w gminie Maków Podhalański.
Burdelową Górę porasta las, ale u jej wschodnich podnóży znajduje się osiedle Gronie, a na południowym osiedle Stróżowa. Bezleśna jest również przełęcz i osiedle Polany Jurkowe między Burdelową Górą a szczytem Gronik. Dawniej z lasu o nazwie Spalenica na zachodnich zboczach Burdelowej Góry na dużą skalę pozyskiwano drewno spalane w hucie szkła w Juszczynie Jędrzejach. Miejsce po dawnej hucie do dzisiaj nosi nazwę Hucisko.

## Nazwa
Nazwa szczytu pochodzi od spotykanego w okolicy nazwiska Burdyl, to zaś z kolei od z wołoskiego (por. rum. burden) słowa burdel oznaczającego zagrodę dla owiec. Według Aleksego Siemionowa prawidłowa nazwa szczytu to Groń. Taka nazwa występuje np. w art. Z. Bubaka „O zapomnianych hutach szklanych w Juszczynie”, opublikowanym w czasopiśmie „Wierchy” w 1956 roku. Nazwy tej powszechnie używa też miejscowa ludność, ponadto nie istnieje góralskie nazwisko Burdel, istniało natomiast i nadal istniej nazwisko Burdyl, zatem powinna być Góra Burdylowa. Błędna nazwę Góra Burdelowa pojawiła się na mapach austriackich w końcu XIX wieku, a potem powieliły ją polskie mapy PPWK i WIG.

## Szlak turystyczny
Przez Burdelową Górę prowadzi zielono znakowany szlak turystyczny omijając jej szczyt po wschodniej stronie. Na przełęczy między Drobnym Wierchem i Cuplem krzyżuje się on z czerwonym Głównym Szlakiem Beskidzkim.
 Kojszówka PKP – Burdelowa Góra – przełęcz między Drobnym Wierchem i Cuplem. Czas przejścia 1.55 h.